# ISoFeel
ISoFeel(現已改組為Fabel) 是香港其中一隊獨立樂隊組合，由主音盧祝君（LoLo）與Jimmy Fung在2008年組成，ISoFeel名字解為isolated feeling，中文意思解作被隔離的感覺。二人在2007年因為歌唱比賽相識在校園之中，當時Jimmy想找一位主音歌手加入他當時的樂隊，在一次對話之後發現大家的風格和理念都很相似，隨即於08年決定組成樂隊。ISoFeel在音樂之中經常關心和探討社會問題，隨了關注性別不平等問題之外，還有一些探討市區重建問題的歌曲《圍港》等。
ISoFeel過往音樂表演之中經常會找不同樂手合作，因為Jimmy一般都只會集中在作曲編曲等音樂製作上，亦因為在不同時段的音樂創作上會揉合不同的音樂風格，所以二人組合的他們在音樂表演上一直會找不同的樂手合作。在2012年為網絡小說那夜凌晨，我坐上了旺角開往大埔的紅VAN (小說)創作主題歌曲《那夜凌晨》和《望》。

## 音樂作品

### 組合唱片
- 《Lonely Planet》(2010年)
- 《EuRoad》(2010年)

## 備註
1. ↑  . 香港: 南華早報. 2012-05-18  [2018-12-25]. （原始内容存档于2018-12-26） （英语）.
2. ↑  . 香港: 叱咤903. 2013-03-26  [2018-12-25]. （原始内容存档于2019-02-16）.